# معبد مایور

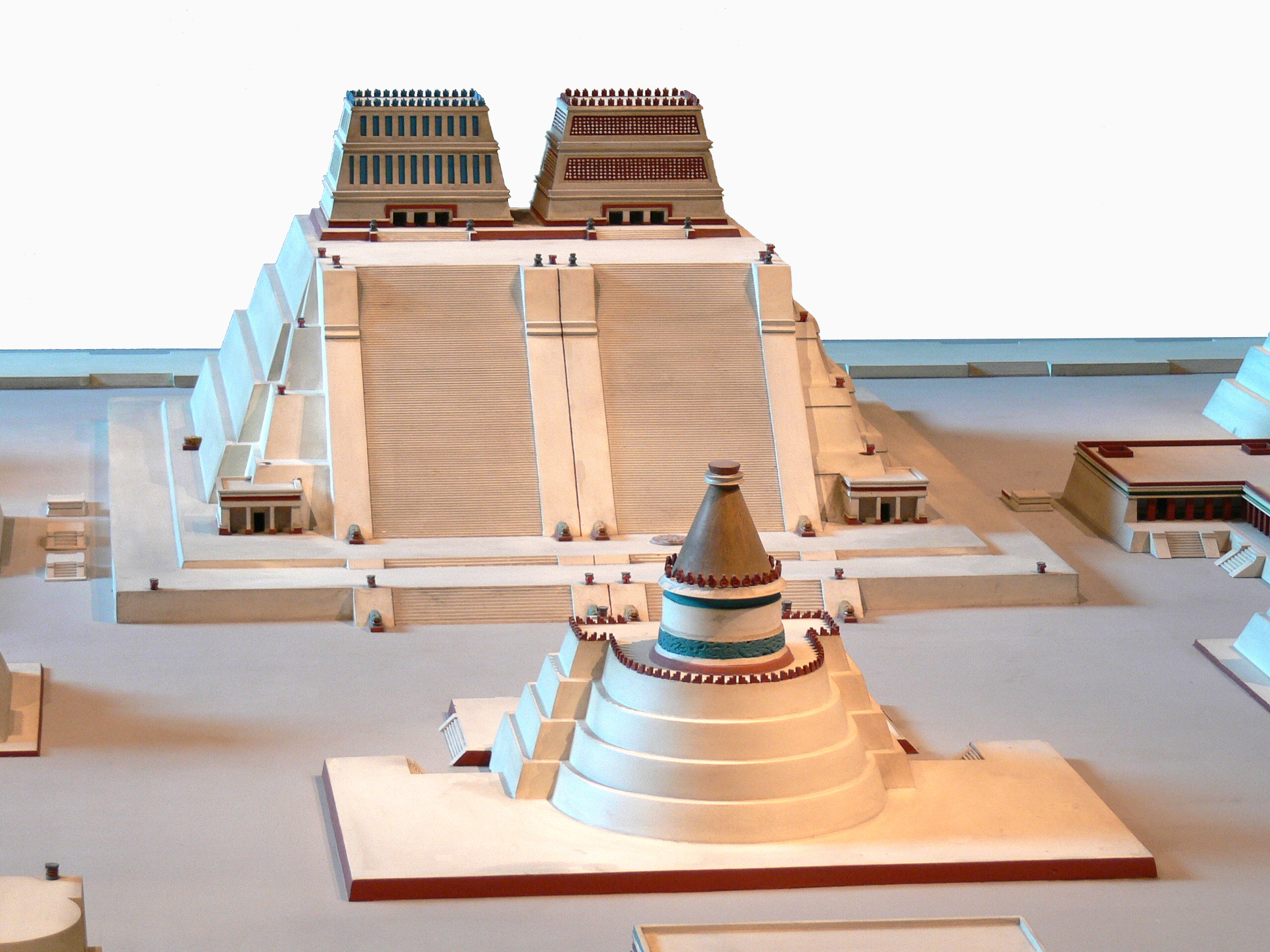
ماکت معبد بزرگ دوقلوی تنوچتیتلان

معبد مایور (Templo Mayor) یکی از معابد اصلی آزتک‌ها است که در مکزیکوسیتی در قسمت تاریخی و مرکزی آن قرار دارد.